# Polos von Akragas
Polos von Akragas (altgriechisch Πῶλος Pṓlos) war ein antiker griechischer Sophist und Rhetor aus Akragas, dem heutigen Agrigent auf Sizilien. Er war in der zweiten Hälfte des 5. Jahrhunderts v. Chr. tätig.
Polos war ein Schüler des Sophisten Gorgias, dessen Reisebegleiter er später wurde. In Athen erteilten die beiden Sophisten Unterricht. Platon ließ Polos in seinem Dialog Gorgias als Gesprächsteilnehmer auftreten. Eine Schrift des Polos über rhetorische Technik ist heute verloren. 
Von dem Sophisten Polos zu unterscheiden ist der gleichnamige Pythagoreer aus Lukanien, aus dessen Schrift Über die Gerechtigkeit der spätantike Gelehrte Johannes Stobaios ein Zitat überliefert.

## Leben
Über das Leben des Polos ist nur wenig bekannt. Vermutlich wurde er nach der Mitte des 5. Jahrhunderts v. Chr. geboren. Seine Jugend verbrachte er wohl im griechisch besiedelten Teil Siziliens. Der Schriftsteller Flavius Philostratos, der im 3. Jahrhundert in seinen Lebensbeschreibungen der Sophisten biographische Informationen über zahlreiche Sophisten zusammentrug, berichtet, Polos sei reich gewesen. Daher habe er sich den sehr kostspieligen Rhetorikunterricht bei Gorgias, einem berühmten Lehrer der Redekunst, leisten können. Aus Angaben Platons geht hervor, dass der Sophist Likymnios von Chios, der ebenfalls ein Schüler des Gorgias war, mit Polos zusammengearbeitet hat. In einem Scholion zur Schrift Über das pythagoreische Leben des Neuplatonikers Iamblichos werden Gorgias und Polos als Schüler des Empedokles bezeichnet.
Später begleitete Polos Gorgias nach Griechenland und hielt sich zeitweilig mit ihm in Athen auf, wo die beiden Sophisten ihre Lehrtätigkeit ausübten. In dem Platon zugeschriebenen Dialog Theages, dessen Echtheit umstritten ist, nennt Sokrates Polos unter den in Athen lehrenden erfolgreichen Sophisten, die behaupteten, jungen Menschen Bildung vermitteln zu können, und mit ihrer Überredungskunst die vornehmsten und reichsten Jünglinge für sich gewannen. Für ihren Unterricht verlangten sie nach dieser Darstellung viel Geld.
Lukian von Samosata nennt Polos unter den Sophisten, die in Olympia als Redner auftraten. Nach einer Bemerkung des Dionysios von Halikarnassos hatte er Schüler. Sein Name – Polos bedeutet „Fohlen“, im übertragenen Sinn „Jüngling“ – bot Anlass zu Wortspielen, mit denen auf seine Hitzigkeit angespielt wurde.

## Werke
Von den Werken, die Polos verfasste oder die ihm zugeschrieben wurden, ist keines erhalten geblieben. Aristoteles zitiert zustimmend seine – auch in Platons Dialog Gorgias überlieferte – Feststellung, Fachkompetenz sei die Frucht der Erfahrung und der Unerfahrene sei (mangels Durchblick) dem Zufall preisgegeben. Aus einer Bemerkung in Platons Gorgias geht hervor, dass Polos eine Schrift über rhetorische Technik, wahrscheinlich ein Handbuch, verfasst hat. In Platons Dialog Phaidros wird eine von Polos stammende „Sammlung von Worten“ (μουσεῖα λόγων mouseía lógōn, wörtlich „Musentempel der Worte“) erwähnt, in der Doppelausdrücke, Sprüche und bildliche Ausdrücke zusammengestellt waren. Offenbar führte Polos in diesem Werk neue Fachbegriffe ein, was ihm Platons Spott eintrug. Vielleicht war die Sammlung ein Teil des Rhetorik-Handbuchs.  
In der Suda, einer byzantinischen Enzyklopädie, sind in dem Polos behandelnden Eintrag drei ihm zugeschriebene Werke genannt: eine Darstellung der Abstammung der Helden, die am Trojanischen Krieg beteiligt waren, ein Katalog von Schiffen (gemeint sind wohl Schiffe, die im Trojanischen Krieg eine Rolle spielten) und eine – vielleicht mit dem Rhetorik-Handbuch identische – Schrift über die Kunst, sich richtig auszudrücken (Περὶ λέξεως Peri léxeōs, „Über den sprachlichen Ausdruck“). Allerdings weist der Enzyklopädist darauf hin, dass die Zuschreibung des genealogischen Werks unsicher sei, da manche nicht Polos, sondern den Geographen Damastes von Sigeion für den Verfasser hielten.

## Rolle in literarischen Dialogen
In Platons Dialog Gorgias tritt Polos als Begleiter des Gorgias und Gesprächspartner des Sokrates auf. Die beiden sizilianischen Redner halten sich in Athen auf. Ihr dortiger Gastgeber ist der Sophist Kallikles. Gorgias hält Vorträge, erteilt Unterricht und beantwortet beliebige Fragen aus dem Publikum, Polos assistiert ihm. Sokrates erwähnt, dass er Polos’ Schrift über die rhetorische Technik gelesen hat. Im Dialog Phaidros lässt Platon seinen Sokrates ironisch auf Polos’ Fachschriftstellerei Bezug nehmen.  
Die Darstellung des Polos in Platons Gorgias ist sehr unvorteilhaft. Er ist zwar schon als Fachautor auf dem Gebiet der Redekunst hervorgetreten, vermag sein Fach aber nicht zu definieren, versagt in der Argumentation, erweist sich als ungeduldig und wirkt arrogant. Sorgfalt in der philosophischen Untersuchung ist ihm fremd. Die Redekunst hält er für die schönste der Künste. Er vertritt das Konzept einer wertfreien, beliebig anwendbaren, bedingungslos erfolgsorientierten Rhetorik; als Redner brauche man nicht zu wissen, was gerecht und was ungerecht ist. Einerseits bewundert er Macht und Erfolg, auch wenn sie mit unlauteren Mitteln erlangt werden, andererseits berücksichtigt er aber auch konventionelle Wertvorstellungen wie die Missbilligung von Unrecht und lässt sich auf die ethische Argumentation des Sokrates ein. Dieser Gegensatz stellt für ihn kein Problem dar, denn er hat seine Position nicht durchdacht und auf Schlüssigkeit überprüft. Da er gängige Urteile übernimmt, gelangt er nicht zu einer eigenständigen Haltung. Sein Ansatz ähnelt dem seines Lehrers Gorgias, den er bewundert; er übersteigert die Auffassung des Gorgias ins Extrem.